# Beervelde (stacja kolejowa)
Beervelde (niderl. Station Beervelde) – stacja kolejowa w Beervelde (część gminy Lochristi), w prowincji Flandria Wschodnia, w Belgii. Znajduje się na linii 59 Antwerpia - Gandawa. 

## Linie kolejowe
- 59 Antwerpia - Gandawa

## Połączenia

### W tygodniu
| Typ pociągu | Trasa                                     | Częstotliwość       |
| ----------- | ----------------------------------------- | ------------------- |
| L           | Lokeren - Gent-Sint-Pieters               | 1x/h                |
| P           | Sint-Niklaas - Gent-Dampoort - Schaarbeek | w godzinach szczytu |

### W weekendy
| Typ pociągu | Trasa                                  | Częstotliwość |
| ----------- | -------------------------------------- | ------------- |
| L           | Antwerpen-Centraal - Gent-Sint-Pieters | 1x/h          |